# Oviparisme
L'oviparisme (del llatí ovum, 'ou', i parire, 'parir') és la qualitat d'aquells animals que es reprodueixen mitjançant la posta d'ous, on es desenvolupa l'embrió, i a partir dels quals neix un nou animal de la mateixa espècie. Són ovípars la majoria d'insectes, els peixos, els amfibis i els rèptils, així com la totalitat de les aus. Entre els mamífers només són ovípars els monotremes (l'ornitorrinc i les equidnes).
Els ous són dipositats a l'exterior (fora del cos de la mare) en el qual, el futur ésser viu completa el seu desenvolupament fins al moment de l'eclosió. La fecundació dels ous pot ser interna, com en els mamífers, o externa, com en la majoria de peixos i amfibis.
Un exemple d'éssers que es desenvolupen embrionàriament són els rèptils.